# 新城街道 (梅州市)
新城街道，是中华人民共和国广东省梅州市梅县区下辖的一个乡镇级行政单位。

## 行政区划
新城街道下辖以下地区：
程江社区、华侨城社区、富贵社区、锭子桥社区和西桥社区。